# Careproctus zachirus
Careproctus zachirus és una espècie de peix pertanyent a la família dels lipàrids.

## Descripció
- Fa 32 cm de llargària màxima (normalment, en fa 22) i 500 g de pes.
- Nombre de vèrtebres: 56-58.[5][6]

## Depredadors
A Rússia és depredat per Bathyraja matsubarai.

## Hàbitat
És un peix marí i batidemersal que viu entre 150 i 850 m de fondària.

## Distribució geogràfica
Es troba al Pacífic nord-occidental: Alaska.

## Longevitat
La seua esperança de vida és de 7 anys.

## Observacions
És inofensiu per als humans.